# Совхозный (Адыгея)
Совхозный — посёлок в Майкопском муниципальном районе Республики Адыгея России.
Административный центр Победенского сельского поселения.

## Население
| 2002  | 2010  | 2013  | 2014  | 2015  | 2016  | 2017  |
| ----- | ----- | ----- | ----- | ----- | ----- | ----- |
| 1239  | ↗1346 | ↗1378 | ↗1413 | ↗1468 | ↗1471 | ↗1494 |
| 2018  | 2019  | 2020  | 2021  | 2023  | 2024  |       |
| ↘1483 | ↗1498 | ↗1540 | ↘1461 | →1461 | ↗1475 |       |

По данным Всероссийской переписи населения 2021 года:
| Народ               | Численность, чел. | Доля от всего населения, % |
| ------------------- | ----------------- | -------------------------- |
| русские             | 1 128             | 77,21 %                    |
| армяне              | 60                | 4,10 %                     |
| адыги               | 29                | 1,98 %                     |
| татары              | 16                | 1,10 %                     |
| другие / не указано | 228               | 15,61 %                    |
| всего               | 1 461             | 100,0 %                    |

## Улицы
| - Виноградная, - Виноградный переулок, - Восточная, - Дорожная, - Железнодорожная, - Зелёная, - Ключевой переулок, - Короткая, - Короткая 2-я, - Красноармейская, - Луговая, - Молодёжная, - Московская, - Набережная, | - Новый переулок, - Подгорная, - Приречная, - Пушкина, - Речная, - Речная 2-я, - Садовая, - Советская, - Совхозная, - Солнечная, - Трудовая, - Урожайная, - Центральная, - Шоссейная. |